# زاوية ساعية

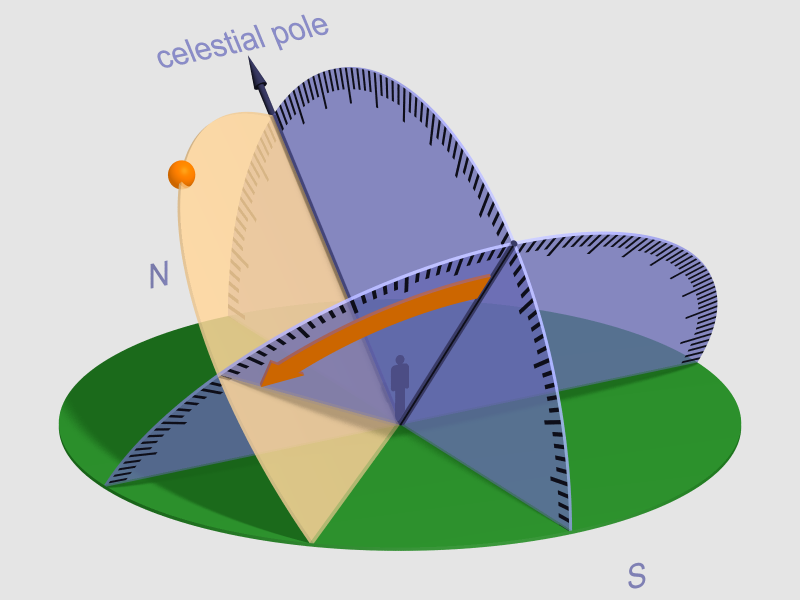
الزاوية الساعية مشار إليها بسهم برتقالي اللون على مستوي خط الاستواء السماوي. يبدأ السهم عند خط الزوال السماوي وينتهي عند الدائرة الساعية لنقطة برتقالية اللون تشير إلى المكان الظاهر لجرم فلكي على الكرة السماوية.

تُعرف الزاوية الساعية أو زاوية الساعة في علم الفلك (بالإنجليزية: Hour angle)‏، التي أُطلقت عليها اسم فَضْل الدَّائِر في عصر الحضارة الإسلامية، على أنها طول القوس المقاس على خط الاستواء السماوي أو الزاوية عند القطب السماوي بدءًا من خط الزوال العلوي وحتى الدائرة الساعية المارة بجرم سماوي وتقاس من 0 درجة إلى 360 درجة باتجاه الغرب كما يمكن التعبير عنها بوحدات زمنية من 0 ساعة إلى 24 ساعة وهي أحد عناصر القياس في الإحداثيات الفلكية الاستوائية مع درجة ميل الجرم السماوي. وبتعبير آخر، يمكن تعريفها على أنها ذلك الوقت الماضي منذ آخر مرور زوالي للجرم السماوي على خط الزوال ويعبر عنها بالساعات والدقائق والثواني الزمنية. كما وترتبط الزاوية الساعية لغرينيتش (نسبة إلى خط زوال غرينتش) مع الزاوية الساعية المحلية (نسبة إلى خط زوال الراصد) بواسطة خط الطول الجغرافي للراصد .
الزاوية الساعية المحلية = الزاوية الساعية لغرينتش + خط الطول الشرقي
الزاوية الساعية المحلية = الزاوية الساعية لغرينتش - خط الطول الغربي